# Noguchiphaea mattii
Noguchiphaea mattii är en trollsländeart som beskrevs av Cuong 2008. Noguchiphaea mattii ingår i släktet Noguchiphaea och familjen jungfrusländor. IUCN kategoriserar arten globalt som otillräckligt studerad. Inga underarter finns listade i Catalogue of Life.